# Marie-Josée Frank
Pour les articles homonymes, voir Frank.
Marie-Josée Frank, née le 12 avril 1952 à Echternach, est une femme politique luxembourgeoise, membre du Parti populaire chrétien-social.
Frank est membre de la Chambre des députés , représentant la circonscription Est . Elle a été élue pour la première fois à la Chambre lors des élections de 1999 , devançant quatre voix devant Nicolas Strotz pour être élue troisième sur la liste CSV dans la circonscription (dans laquelle trois membres du CSV ont été élus).
Elle a occupé ce siège pendant le mandat de cinq ans, mais a perdu de peu la troisième place face à Lucien Clément lors des élections de 2004 , tandis que le CSV n'a pas pu ajouter un quatrième siège dans l'Est.
Cependant, la nomination de Fernand Boden et Octavie Modert au nouveau gouvernement a libéré ces sièges, permettant à Frank de siéger à nouveau à la Chambre à partir du 3 août 2004, comme elle l'a fait depuis.
Elle a été maire de Betzdorf jusqu'en 2011, après avoir occupé ce poste depuis le 1er janvier 2000 et siégé au conseil communal de Betzdorf depuis le 1er août 1996  